# Kulturgasthaus Bierstindl

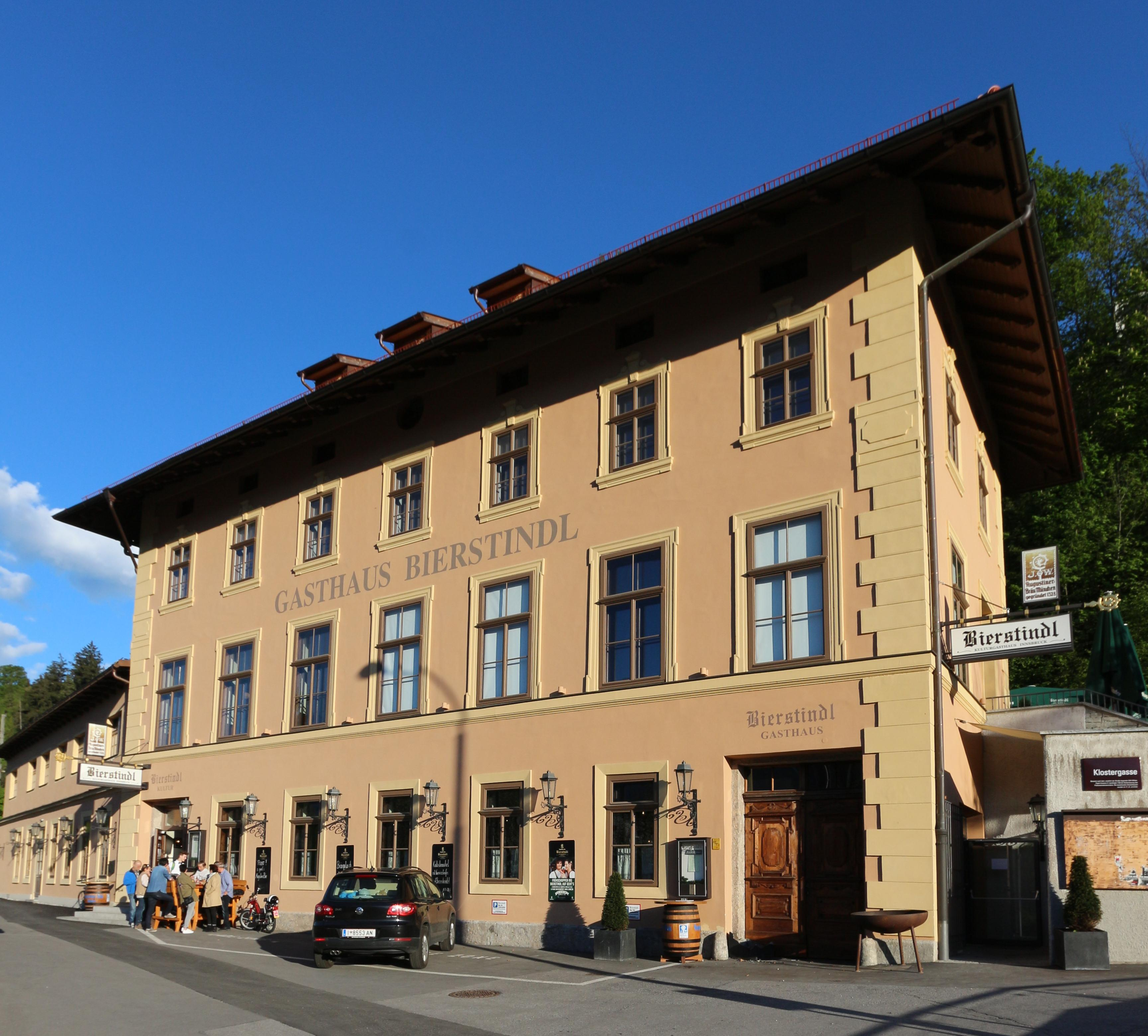
Kulturgasthaus Bierstindl in der Abendsonne (2016)

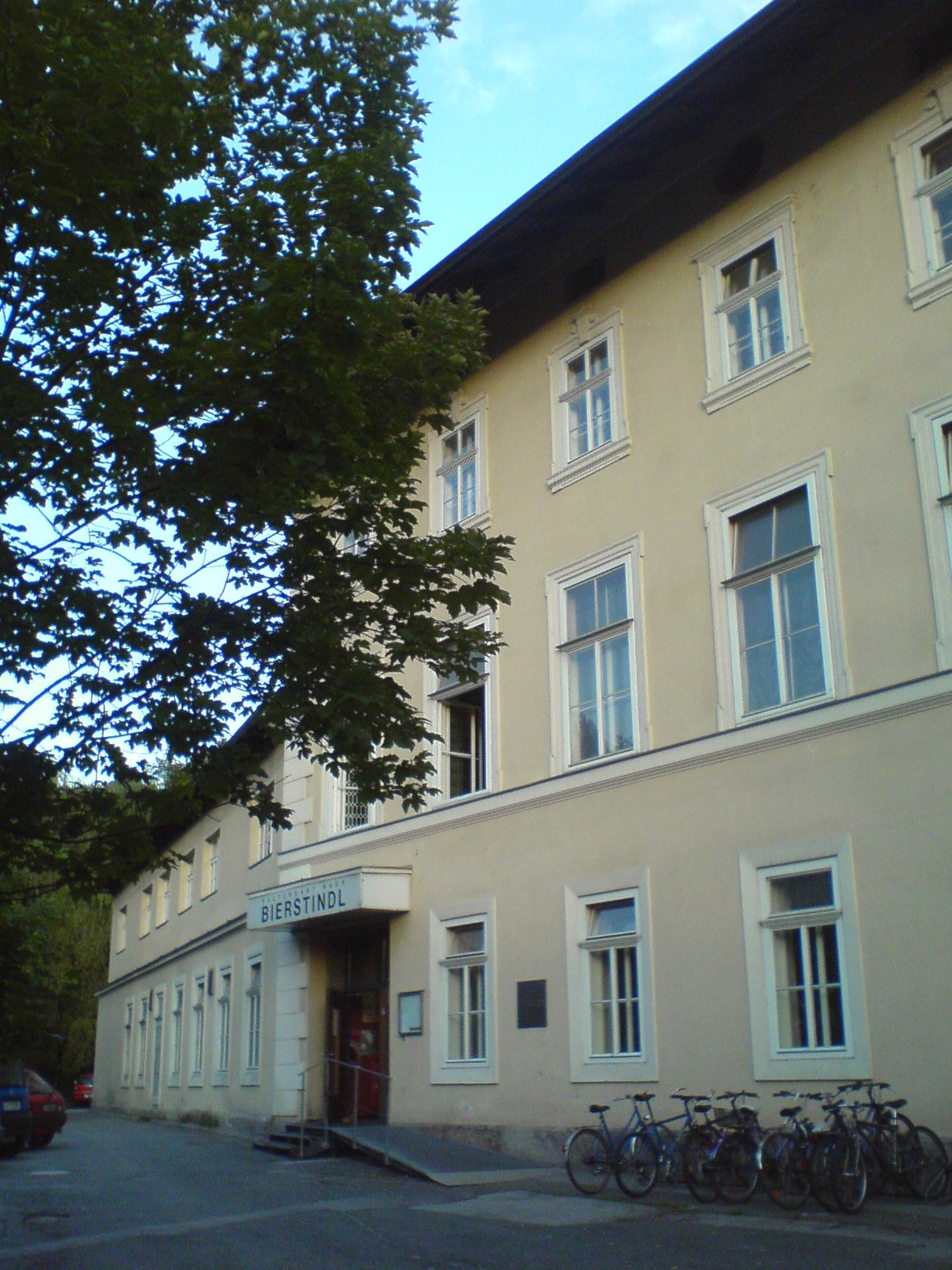
Bierstindl vor der Renovierung (2008)

Das Kulturgasthaus Bierstindl ist ein Gasthaus und Veranstaltungsort im Innsbrucker Stadtteil Wilten. Das Gebäude liegt am Fuße des Bergisel, unterhalb der Bergiselschanze, zwischen der alten Brennerstraße, der Brennerbahn und dem Eingang zur Sillschlucht.
Der Standort an der Brennerstraße lässt sich in der heutigen Form als kleiner Nächtigungs- und Braubetrieb bis in das 18. Jahrhundert zurückverfolgen. Einem der Eigentümer während des 18. Jahrhunderts, einem gewissen Stocker, vulgo Stindl, soll auch der heutige Name zu verdanken sein. Zuvor gehörte es zum Stift Wilten. Heute steht das Gebäude unter Denkmalschutz.
In den Jahrzehnten nach dem Zweiten Weltkrieg war das Bierstindl vor allem als Aufführungsort des beliebten Volksschauspiels Der schurkische Kuno von Drachenfels des Theatervereins Innsbrucker Ritterspiele bekannt. Höhepunkt des humorvoll inszenierten Theaterstücks, eine Art früher Splatter, ist die Enthauptung der Hauptfigur, des „schurkischen Kuno“ unter heftiger Beteiligung („no amal!“ d. i. ‚noch einmal!, da capo‘) des Publikums.
Ab 1992 wurde das Lokal darüber hinaus als Kabarettspielstätte, für Lesungen, für CD-Präsentationen sowie als Veranstaltungsort für Slam-Poetry verwendet. Ende 2010 wurde der Kulturbetrieb aufgrund finanzieller Probleme eingestellt und der weitere Bestand des Bierstindl schien ungewiss. Im März 2011 übernahm die bayerische Edith-Haberland-Wagner Stiftung das Bierstindl mit dem Ziel, Gasthaus- und Kulturbetrieb fortzuführen.
2014 wurde das Gasthaus von den Betreibern des Stiftskellers gekauft und renoviert. Am 21. Mai 2014 wurde das Lokal wieder eröffnet.